# Szczyty (Tatry)
Szczyty (słow. Štity, 1453 m) – najdalej na południe wysunięty szczyt w masywie Liptowskich Kop (Liptovské kopy) w słowackich Tatrach (na słowackiej mapie jego wysokość wynosi 1447 m, na polskiej 1448 m). Znajduje się w zakończeniu południowo-zachodniego grzbietu Krzyżnego Liptowskiego, oddzielony Krzyżną Przełęczą (1375 m). Jego zachodnie stoki opadają do dna Doliny Cichej, wschodnie do jej odgałęzienia – Doliny Krzyżnej, południowe do Doliny Koprowej.
Szczyty to kopulaste wzniesienie całkowicie porośnięte lasem. Od 1949 r. znajduje się na obszarze ochrony ścisłej Tatrzańskiego Parku Narodowego z zakazem wstępu. Jednak jego stoki pocięte są ścieżkami, a na szczycie znajduje się solidnej konstrukcji ambona myśliwska.